# Список країн за видобутком кремнію
Це список країн з видобутку кремнію станом на 2016 року на основі даних USGS.
| Ранжування | Країна/Регіон   | Видобуток кремнію (в тисячах тонн) |
| ---------- | --------------- | ---------------------------------- |
| —          | Світ            | 7,200                              |
| 1          | Китай           | 4,600                              |
| 2          | Росія           | 747                                |
| 3          | Сполучені Штати | 396                                |
| 4          | Норвегія        | 380                                |
| 5          | Франція         | 121                                |
| 6          | Бразилія        | 100                                |
| 7          | ПАР             | 84                                 |
| 8          | Іспанія         | 81                                 |
| 9          | Бутан           | 78                                 |
| 10         | Ісландія        | 75                                 |
|            | Інші країни     | 538                                |